# Nicola Slater
Nicola Slater (* 14. August 1984 in Ayr) ist eine ehemalige britische Tennisspielerin.

## Karriere
Slater begann mit elf Jahren mit dem Tennissport, ihr bevorzugtes Terrain ist laut ITF-Profil der Rasen. Auf dem ITF Women’s Circuit konnte sie sechs Doppeltitel gewinnen.
Ihr letztes internationale Turnier spielte Slater im Februar 2017.

## Turniersiege

### Doppel
| Nr. | Datum            | Turnier         | Kategorie   | Belag             | Partnerin           | Finalgegnerinnen                  | Ergebnis         |
| --- | ---------------- | --------------- | ----------- | ----------------- | ------------------- | --------------------------------- | ---------------- |
| 1.  | 22. Mai 2011     | Landisville     | ITF $10.000 | Hartplatz         | Chieh-yu Hsu        | Brooke Rischbieth Storm Sanders   | 7:5, 6:3         |
| 2.  | 29. Mai 2011     | Sumter          | ITF $10.000 | Hartplatz         | Bojana Bobusic      | Ebony Panoho Storm Sanders        | 6:1, 6:4         |
| 3.  | 27. Mai 2012     | Sumter          | ITF $10.000 | Hartplatz         | Jan Abaza           | Elizabeth Ferris Mayo Hibi        | 7:61, 6:3        |
| 4.  | 28. April 2013   | Charlottesville | ITF $50.000 | Sand              | Coco Vandeweghe     | Nicole Gibbs Shelby Rogers        | 6:3, 7:64        |
| 5.  | 7. Juni 2013     | Nottingham      | ITF $75.000 | Rasen             | Maria Sanchez       | Gabriela Dabrowski Sharon Fichman | 4:6, 6:3, [10:8] |
| 6.  | 25. Oktober 2014 | Saguenay        | ITF $50.000 | Hartplatz (Halle) | Ysaline Bonaventure | Sonja Molnar Caitlin Whoriskey    | 6:4, 6:4         |